# Championnat de Suisse féminin de hockey sur glace
La Women’s League est le nom du championnat de Suisse élite de hockey sur glace féminin, organisée par la Regio League, un organe de la Swiss Ice Hockey Federation chargé d'organiser les compétitions de hockey amateur en Suisse. Son équivalent masculin est appelé National League.

## Historique
Avec la création de plusieurs clubs de hockey sur glace féminin au début des années 1980, la Ligue suisse de hockey sur glace (LSHG) intègre cette facette du sport dans son organisation en 1984. Au cours de la saison 1985-1986, un premier championnat non officiel est disputé avant que le premier championnat officiel appelé Ligue nationale A soit joué la saison suivante, remporté par la section féminine de l'EHC Kloten, les Kloten Specials.
Avec l'intérêt grandissant, une seconde division est mise en place à partir de l'édition 1988-1989. Deux ans plus tard, les joueuses étrangères sont autorisées à participer. Plusieurs grands noms du hockey féminin viennent alors jouer en Suisse, tels que Andria Hunter, Hanna-Riikka Sallinen et France St-Louis pour ne nommer qu'elles. L'arrivée de joueuses étrangères coïncide avec la domination du SC Lyss, qui remporte quatre titres en cinq ans, la section féminine étant devenue un club indépendant, le DHC Lyss, lors de son dernier sacre. En 1995, une troisième division est instaurée.
Pour l'édition 2001-2002, un tournoi final est organisé pour désigner le champion. Le SC Reinach, alors tenant du titre, conserve sa couronne avant d'en remporter une troisième un an plus tard avec un effectif de seulement neuf joueuses. À l'occasion de la saison 2005-2006, des play-off sont mises en place, alors disputées au meilleur des trois matchs.

## Format de la saison
Les sept équipes engagées sont rassemblées au sein d'une poule unique. La saison régulière est partagée en deux tours de matchs aller-retour. À l'issue du premier tour, le nombre total de points de chaque équipe est réduit de moitié, arrondi au nombre entier supérieure si nécessaire. Une fois le second tour terminé, les quatre premiers du classement se qualifient pour les play-off. Ces séries sont disputées au meilleur des cinq matchs, le vainqueur de la finale étant sacré champion de Suisse. De leur côté, les  équipes classées cinquième et sixième s'opposent dans une poule de maintien jouée également au meilleur des cinq matchs. Le perdant affronte ensuite le champion de Ligue nationale B dans un barrage de promotion-relégation disputé au meilleur des trois matchs.

## Équipes participantes
Huit équipes prennent part au championnat 2023-2024 :
- EVZ Women's team
- HC Davos Ladies
- HC Fribourg-Gottéron Ladies
- HCAP Girls
- Neuchâtel Hockey Academy
- SCB Frauen
- SC Langenthal
- ZSC Lions

## Palmarès
Cette section présente le palmarès de la Women’s League par saison et par club.

### Par saison
| - 1986-1987 - EHC Kloten Specials - 1987-1988 - EHC Kloten Specials (2) - 1988-1989 - Grasshopper Club Zurich - 1989-1990 - Grasshopper Club Zurich - 1990-1991 - Grasshopper Club Zurich (3) - 1991-1992 - EHC Bülach (1) - 1992-1993 - SC Lyss - 1993-1994 - DHC Langenthal - 1994-1995 - SC Lyss - 1995-1996 - SC Lyss (3) - 1996-1997 - DHC Lyss (1) - 1997-1998 - EV Zoug - 1998-1999 - EV Zoug - 1999-2000 - DSC Saint-Gall (1) - 2000-2001 - SC Reinach | - 2001-2002 - SC Reinach - 2002-2003 - SC Reinach (3) - 2003-2004 - EV Zoug - 2004-2005 - EV Zoug (4) - 2005-2006 - HC Lugano - 2006-2007 - HC Lugano - 2007-2008 - DHC Langenthal (2) - 2008-2009 - HC Lugano - 2009-2010 - HC Lugano - 2010-2011 - ZSC Lions - 2011-2012 - ZSC Lions - 2012-2013 - ZSC Lions - 2013-2014 - HC Lugano - 2014-2015 - HC Lugano - 2015-2016 - ZSC Lions | - 2016-2017 - ZSC Lions - 2017-2018 - ZSC Lions - 2018-2019 - HC Lugano - 2019-2020 - Saison annulée en raison du coronavirus - 2020-2021 - HC Lugano (8) - 2021-2022 - ZSC Lions - 2022-2023 - ZSC Lions (8) |

### Par club
| Rang | Équipe                  | Titres | Dernier titre |
| ---- | ----------------------- | ------ | ------------- |
| 1    | ZSC Lions               | 8      | 2023          |
|      | HC Lugano               | 8      | 2021          |
| 3    | EV Zoug                 | 4      | 2005          |
| 4    | SC Reinach              | 3      | 2003          |
|      | SC Lyss                 | 3      | 1996          |
|      | Grasshopper Club Zurich | 3      | 1991          |
| 7    | DHC Langenthal          | 2      | 2008          |
|      | EHC Kloten Specials     | 2      | 1988          |
| 9    | DSC Saint-Gall          | 1      | 2000          |
|      | DHC Lyss                | 1      | 1997          |
|      | EHC Bülach              | 1      | 1992          |

## Trophées

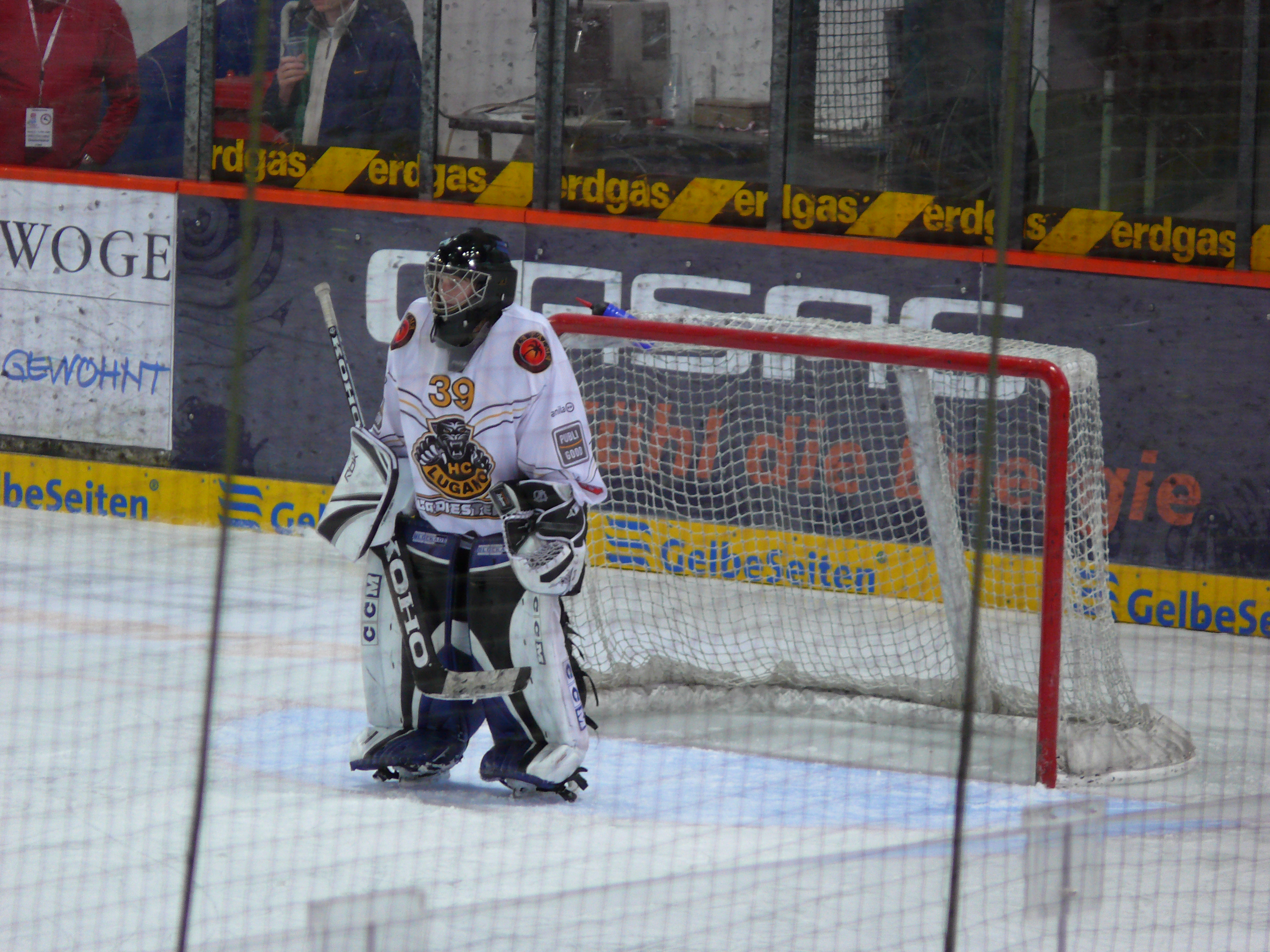
Jessica Müller, ici sous le maillot du HC Lugano, en 2010.

### Women of the year
Il est remis depuis la saison 2005-2006 à la meilleure joueuse suisse, qu'elle joue en SWHL A ou non.
- 2005-2006 : Nicole Bullo (HC Lugano)
- 2006-2007 : Florence Schelling (ZSC Lions)
- 2007-2008 : Christine Meier (ZSC Lions)
- 2008-2009 : Christine Meier  (AIK IF)
- 2009-2010 : Claudia Riechsteiner (SC Reinach)
- 2010-2011 : Nicole Bullo (HC Lugano)
- 2011-2012 : Nicole Bullo (HC Lugano)
- 2012-2013 : non remis
- 2013-2014 : Florence Shelling (EHC Bülach, SC Reinach Damen)
- 2014-2015 : Julia Marty (SC Reinach)
- 2015-2016 : Christine Meier (ZSC Lions)
- 2016-2017 : Lara Stalder (Université de Minnesota-Duluth)
- 2017-2018 : Alina Müller (ZSC Lions)
- 2018-2019 : Alina Müller (université du Nord-Est)
- 2019-2020 : non remis
- 2020-2021 : Lara Stalder (Brynäs IF)
- 2021-2022 : Alina Müller (université du Nord-Est)[7]
- 2022-2023 : Andrea Brändli (MoDo Hockey)[8]

### Most Valuable Player
Il est remis depuis la saison 2009-2010 aux deux meilleures joueuses de la SWHL A.
- 2009-2010 - Jessica Müller (HC Lugano), Jaclyn Hawkins (ZSC Lions)
- 2010-2011 - Christine Meier  (ZSC Lions), Iveta Koka (HC Lugano)
- 2011-2012 - Christine Meier (ZSC Lions), Shannon Reilly (HC Lugano)

## Autres compétitions féminines en Suisse

### SWHL B
La Swiss Women's Hockey League B ou SWHL B est le nom du championnat de Suisse de deuxième division de hockey féminin. Son équivalent masculin est appelée Swiss League.
Les équipes participantes pour la saison 2023-2024 sont au nombre de dix :
- Brandis-Juniors Ladies
- DHC Lyss
- EHC Bassersdorf
- EHC Sursee
- EHC Zunzgen-Sissach
- EV Zug
- GCK Lions
- HC Thurgau Ladies
- HC Tramelan
- Lausanne HC Féminin
- SC Rapperswil-Jona Lakers

### SWHL C
La SWHL C est le nom du championnat de Suisse de troisième division de hockey féminin.
Les équipes participantes pour la saison 2023-2024 sont au nombre de 15 :
- Genève-Servette HC Féminin
- HC Bâle Ladies
- Dragon Queens
- EHC Post Bern
- EHC Schaffhouse
- EHC Wallisellen
- EHC Worb
- HC Eisbären
- HC Saint-Imier
- HC Sierre
- HCAP Girls
- Hockey Chicas Engiadina
- Neuchâtel Hockey Academy 1999
- SC Celerina
- ZSC Lions II

### SWHL D
La SWHL D est le nom du championnat de Suisse de quatrième et dernière division de hockey féminin.
Les équipes participantes pour la saison 2023-2024 sont au nombre de quinze, réparties en trois groupes régionaux :
| Groupe 1 - SC Rapperswil-Jona Lady Lakers II - EHC Schaffhausen Damen II - Argovia Stars - EHC Zuchwil Regio - HC Lucerne | Groupe 2 - Neuchâtel Hockey Academy Dames III - EHC Rot-Blau Bern-Bümpliz Damenteam - EHC Thun Frauen - HC Ajoie Les Panthères - HC La Chaux-de-Fonds | Groupe 3 - Lausanne HC Féminin II - CP Fleurier féminine - CP Meyrin femmes - HC Monthey-Chablais Féminin - HC Prilly-Lausanne Féminin |

### Coupe de Suisse féminine
La Coupe de Suisse féminine est appelée Swiss Womens Hockey Cup.

#### Liste des finales
| Édition | Saison    | Vainqueur                        | Finaliste                        | Score                            | Lieu                                     | Affluence                        |
| ------- | --------- | -------------------------------- | -------------------------------- | -------------------------------- | ---------------------------------------- | -------------------------------- |
| 1re     | 2006      | HC Lugano                        | EHC Illnau-Effretikon            |                                  |                                          | [ 13 ]                           |
| 2e      | 2007      | DHC Langenthal                   | GCK Lions                        | 7-0                              | Wetzikon                                 | [ 14 ]                           |
| 3e      | 2008      | ZSC Lions                        | SC Reinach                       | 8-0                              | Interlaken                               | [ 15 ]                           |
| 4e      | 2009      | DHC Langenthal (2)               | HC Lugano                        | 5-3                              | Reinach                                  | [ 16 ]                           |
| 5e      | 2010-2011 | ZSC Lions                        | DHC Langenthal                   | 7-6                              | Zuchwil                                  | [ 17 ]                           |
| 6e      | 2011-2012 | ZSC Lions                        | EV Bomo Thoune                   | 4-0                              | Reinach                                  | [ 18 ]                           |
| 7e      | 2012-2013 | ZSC Lions                        | SC Reinach                       | 6-1                              | Zuchwil                                  | [ 19 ]                           |
| 8e      | 2014      | ZSC Lions                        | HC Lugano                        | 4-0                              | Reinach                                  | [ 20 ]                           |
| 9e      | 2015-2016 | ZSC Lions                        | HC Université Neuchâtel          | 10-1                             |                                          | [ 21 ]                           |
| 10e     | 2016-2017 | HC Lugano                        | ZSC Lions                        | 3-2                              | Kreuzlingen                              | [ 22 ]                           |
| 11e     | 2017-2018 | ZSC Lions                        | EV Bomo Thoune                   | 3-2 a. p.                        | Biasca                                   | [ 23 ]                           |
| 12e     | 2018-2019 | ZSC Lions                        | HC Lugano                        | 2-1                              | Patinoire des Mélèzes, La Chaux-de-Fonds | 664                              |
| 13e     | 2019-2020 | ZSC Lions                        | SC Reinach                       | 5-2                              | Eishalle Schoren, Langenthal             | 287                              |
| 14e     | 2020-2021 | Annulée en raison du coronavirus | Annulée en raison du coronavirus | Annulée en raison du coronavirus | Annulée en raison du coronavirus         | Annulée en raison du coronavirus |
| 15e     | 2021-2022 | HC Lugano (3)                    | Neuchâtel Hockey Academy         | 3-0                              | Campus-Perspektiven, Huttwil             | 113                              |
| 16e     | 2022-2023 | ZSC Lions (10)                   | SC Langenthal                    | 5-1                              | Eiszentrum Luzern, Lucerne               | [ 28 ]                           |
| 17e     | 2023-2024 | CP Berne (1)                     | EV Zoug                          | 2-1 fus.                         | Eiszentrum Luzern, Lucerne               | [ 29 ]                           |

#### Palmarès par club
| Rang | Équipe         | Titres | Dernier titre |
| ---- | -------------- | ------ | ------------- |
| 1    | ZSC Lions      | 10     | 2023          |
| 2    | HC Lugano      | 3      | 2022          |
| 3    | DHC Langenthal | 2      | 2009          |
| 4    | CP Berne       | 1      | 2024          |